# اوکاتو
سازمان اوکاتو (به اختصار: OKATO) (به روسی: Общеросси́йский классифика́тор объе́ктов администрати́вно-территориа́льного деле́ния) به معنی طبقه‌بندی موضوع مدیریت تقسیمات است. هدف این سازمان اطلاعات دادن در مورد ساختار تقسیمات کشوری روسیه است.